# (55576) Amycos
Pour les articles homonymes, voir Amycus.
(55576) Amycos, désignation internationale (55576) Amycus, est un centaure de magnitude absolue 7,8. Il est en  résonance 3:4 avec Uranus.

## Illustrations

Dans ce référentiel en rotation, l'orbite de Jupiter est représentée en rouge, celle de Saturne en jaune, Neptune en bleu, quasi stationnaire à 315°, l'orbite de (55576) Amycus est en rouge.

## Nom
La désignation internationale de l'astéroïde est le nom latinisé d'Amycos, un centaure de la mythologie grecque. La citation de nommage est la suivante :
« Amycus was the first centaur to engage in battle with the Lapiths after Eurytus was killed for raping Peirithous' bride Hippodamia. He began the battle by smashing the face of the Celadon with a candelabrum stripped from the inmost wedding shrine. Pelates of Pella killed Amycus by stabbing him with a table leg from a maple tree. »
soit en français :

« Amycos fut le premier centaure à s'engager dans une bataille contre les Lapithes après qu'Eurytion fut exécuté pour avoir violé Hippodamie, l'épouse de Pirithoos. Il commença par fracasser la tête de Céladon avec un candélabre dérobé du sanctuaire sacré du mariage. Pelates de Pella tua Amycos en le transperçant avec un pied de table en érable. »